# Сотирис Люкрас
Сотѝрис Лю̀крас (на гръцки: Σωτήρης Λιούκρας) е виден гръцки художник.

## Биография
Роден е в южномакедонското градче Лерин (Флорина) в 1962 година. В 1980 година започва да учи живопис при известния гръцки художник Янис Моралис в Атинското училище за изящни изкуства, което Сотирис завършва в 1985 година. Завръща се в родния си град, където живее и твори.
Автор е на самостоятелни изложби в Солун, Атина и други, където творбите му се радват на успех. Участва и в групови изложби в Гърция и чужбина.
Преподава в катедрата за изящни изкуства в Университета на Западна Македония.